# Angraecum platycornu
Angraecum platycornu là một loài thực vật có hoa trong họ Lan. Loài này được Hermans, P.J.Cribb & Bosser mô tả khoa học đầu tiên năm 2002.